# Crise économique camerounaise

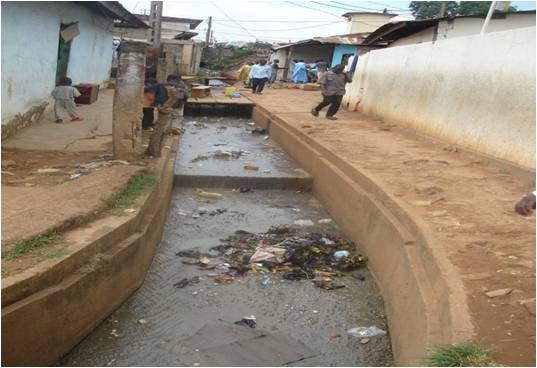
La Briqueterie, l'un des quartiers pauvres de Yaoundé, en 2009.

La crise économique camerounaise est un ralentissement de l’économie camerounaise, qui débute au milieu des années 1980 et prend fin au début des années 2000. Cette crise entraîne une hausse des prix au Cameroun, des déficits commerciaux, et une perte de recettes publiques. Le gouvernement du Cameroun a reconnu cette crise en 1987. 

## Histoire
Avant cette crise, le Cameroun est fréquemment cité comme un exemple de pays africain qui a su utiliser les revenus de la rente pétrolière, parfois avec l'expression « modèle camerounais ». Cette crise débute en 1986. Le pays puise dans les revenus issus de la rente pétrolière pour rémunérer les fonctionnaires et subvenir à ses dépenses de fonctionnement.

## Motifs de la crise

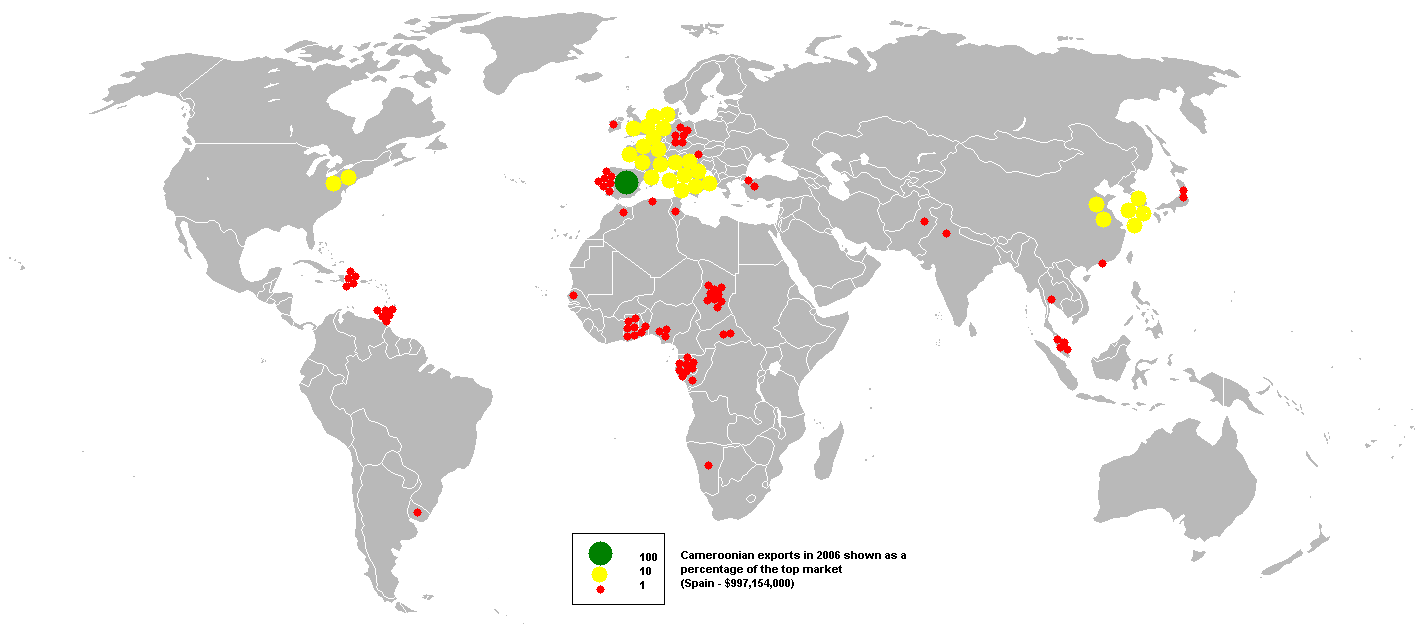
Exportations du Cameroun en 2006.

Les observateurs et critiques extérieurs ont blâmé la mauvaise gestion de l'économie par le gouvernement camerounais. Ce gouvernement a plutôt imputé la chute des prix des produits de base à l’exportation, en particulier la chute du prix du pétrole,. Le président Paul Biya a déclaré que « tous nos produits d'exportation ont chuté en même temps ». Sylvie Brunel souligne une baisse effective des prix d'exportation du pétrole, du cacao, du café et du coton.
Cependant, le consensus parmi les Camerounais tant chez eux qu'à l'étranger est que les difficultés économiques résultent du vol de fonds publics par l'administration Biya. Les membres de son régime mettent constamment de l'argent dans des projets publics et construisent des méga-structures dans d'autres pays, tels que la France, sans qu'aucune action judiciaire sérieuse soit entreprise par l'administration de Biya. Biya est lui-même connu pour ses stations balnéaires en Europe, où il consacre davantage de temps à profiter de ces investissements qu'à investir dans son propre pays.

## Aides et mesures
Les partenaires commerciaux du Cameroun, en particulier la France, l'Allemagne et les États-Unis, ont proposé d'aider le pays, mais le Cameroun a hésité, en raison de la condition imposée, à savoir que le pays suive les strictes suggestions de réduction des coûts présentées par le Fonds monétaire international (FMI). Au lieu de cela, le Cameroun a suivi son propre plan. Les fonctionnaires ont perdu l'accès à l'électricité subventionnée, au logement et au téléphone ; une partie du parc de véhicules du gouvernement a été vendue ; les anciens fonctionnaires ont été contraints à la retraite ; l'horaire de travail officiel a été modifié ; les missions économiques dans les ambassades étrangères du Cameroun ont été fermées ; et les entreprises publiques et parapubliques ont été privatisées. Le budget 1987-1988 a réduit les dépenses publiques de 18 %, pour la première fois dans l'histoire du pays, le budget a diminué. 
En octobre 1988, l'effet escompté était moindre que prévu, le Cameroun a accepté un programme d'aide du FMI d'une valeur de 150 millions de dollars et a accepté un prêt au titre du programme d'ajustement structurel de la Banque mondiale. La Banque africaine de développement, la France, l'Allemagne et le Royaume-Uni ont prêté des fonds supplémentaires au gouvernement. Le Cameroun s'est depuis concentré sur le remboursement de sa dette internationale, sur la réduction des salaires et les augmentations de salaires des fonctionnaires. 

## Conséquences des mesures
Les mesures ont reçu l'approbation internationale, mais le nombre de crimes violents a augmenté. Le plan du Cameroun n'a pas non plus réussi à freiner la corruption.